# دوغدو
دٌوغدو به اوستا زبان پهلوی یا دوغذُوا یا دُغدویه همسر پوروشسب و نام مادر زرتشت بوده است. دُغدویه به معنی دختر یا دوشیزه است. به موجب بند دهم از فصل ۳۲ بندهشن دوغدو دختر فَراهیم رَوا بوده است و مادرش به موجب اشارهٔ زاد سپرم، فرِنو نام داشته است.

## ریشه نام
نام دوغدو ریشه در اوستایی  و پهلوی دارد. این واژه هم چنین در همهٔ زبانهای هندو اروپایی از جمله در زبان انگلیسی لاتین و روسی و سانسکریت کاربرد دارد.[۶]
دوغدو فرزند فِراهیم و زوییش است و حسب آرای متون زردشتی در زمان تولد فره زردشت را هم به همراه خود به جهان می‌آورد. بدین نحو که فره زردشت از طریق اهورامزدا به روشنی بی پایان و از آنجا از طریق ماه و ستارگان به آتش منزل فراهیم می‌رسد. هنگام زادن دوغدو از زوییش این فره وارد بدن نوزاد می‌شود و دوغدو با شمایلی نورانی و منور متولد می‌شود. دیوان که روشنی را دریافته بودند قصد جان دوغدو را می‌کنند و با سه آفت زمستان و بیماری و دشمنان ستمگر به دوغدو می‌تازند. سپس او را جادوگر و جادو شده معرفی و دشمنی اهل ده را نسبت به دوغدو برمی انگیزانند. بدنبال دشمنی اهل ده با دوغدو کوی‌ها و کرپ‌ها دوغدو را از ده اخراج می‌کنند. فِراهیم پدر دوغدو او را به نزد بزرگ خاندان خود یعنی پتیریترسب برود. پتیریترسب بزرگ خاندان اسپنتمان بود و در روستایی بنام راغ یا راگ اقامت داشت. برخی مناطق راغ را همان رغا یا ری باستان دانسته‌اند و در برخی منابع این روستا در شرق ایران معرفی شده است. منابع ساسانی راغ را در آذربایجان و نزدیک دریاچه ارومیه می‌دانند.

## ازدواج و زایش زردشت
دوغدو با پوروشسب پسر پتیریترسب پیوند زناشویی بست. آن‌ها از یک خاندان بشمار می‌رفتند و این ازدواج بگونه ای "درون خاندانی " بود. در متون پهلوی آمده که فروهر و گوهرتن زردشت نیز بدنبال فره وارد بدن دوغدو شدند. به این صورت که فروهر زردشت را امشاسپندان به شکل شاخه هوم بزرگی بر بالای کوه اسناوند رویانیدند. سپس ایزدان در هیبت پرندگان آن هوم را که کامل شده بود به بالای درختی قراردادند. پوروشسب آن هوم را یافت و آن را به خانه برد و به دوغدو داد. گوهرتن زردشت نیست توسط قطره‌های باران به زمین ریختند و گیاهان از آن رویش کردند و از شیرگاوانی که از گیاهان تغذیه کرده بودند و هومی که پوروشسب آورده بود فروهر و گوهرتن زردشت در بدن دوغدو وارد شدند. نطفهٔ زردشت در بدن دوغدو بسته شد. دیوان برای نابود کردن دوغدو و فرزندش می‌کوشند از طریق بیماری‌ها آن‌ها را نابود سازند و توفیقی نمی‌یابند. سه روز مانده به زایش زردشت خانه پوروشسب را نور فرا می‌گیرد. بدنبال زایش زرتشت دشمنان بسیاری سعی می‌کنند با اغوای پوروشسب زردشت را از بین ببرند که چندین بار دوغدو مانع می‌شود و فرزند خود را از مهلکه دور می‌کند.